# Sonnet 131

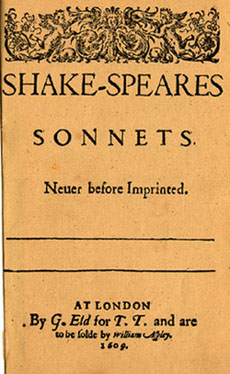
Sonnetten van Shakespeare, 1609

Sonnet 131 maakt deel uit van de sonnetten van Shakespeare die voor de eerste keer in 1609 werden gepubliceerd. Het behoort tot de reeks sonnetten (127 tot 152) waarin de dichter een Dark Lady toespreekt. In tegenstelling tot de voorgaande Fair Youth-reeks, die de liefde voor een schone jongeling tot onderwerp heeft, is deze reeks aardser en expliciet seksueler van toon. Het thema van dit sonnet is de 'zwarte' (donkere) schoonheid van de geliefde van de dichter. In Sonnet 127 verscheen de Dark Lady voor de eerste keer en daarin stelde de dichter dat black is fair (zwart is mooi). Maar hij beseft wel dat die schoonheid ook haar donkere kanten heeft, die hij als minnaar niet zo scherp ziet als anderen die niets voor haar voelen.

## Shakespeares tekst
| Sonnet 131 Thou art as tyrannous so as thou art As those whose beauties proudly make them cruel, For well thou know'st to my dear doting heart Thou art the fairest and most precious jewel. Yet, in good faith, some say that thee behold Thy face hath not the power to make love groan. To say they err I dare not be so bold, Although I swear it to myself alone; And, to be sure that is not false I swear, A thousand groans but thinking on thy face One on another's neck, do witness bear Thy black is fairest in my judgment's place. In nothing art thou black save in thy deeds, And thence this slander, as I think, proceeds. |

## Vertaling
Tiranniek ben je, het is je aard,
Je wreedheid is gelijk aan die van trotse schonen;
Maar al te goed ken je mijn dolle hart dat jou
Zijn mooiste en kostbaarste juweel beschouwt.
Anderen delen die bewondering niet,
En jouw gezicht ontvlamt hun liefde niet;
Hoewel ik hen niet openlijk durf te weerstaan,
Bezweer ik mezelf oprecht dat zij het zijn die dwalen.
Want alleen al door aan jou te denken,
Ontsnappen mij duizend liefdeszuchten,
Zij zijn het die getuigen hoe jouw donkerheid
Het best door mij wordt recht gedaan.
In niets ben jij zo zwart als in je daden
En daaruit is die laster te verklaren.

## Analyse
Shakespeares sonnetten zijn voornamelijk geschreven in een metrum genaamd jambische pentameter, een rijmschema waarin elke sonnetregel bestaat uit tien lettergrepen. De lettergrepen zijn verdeeld in vijf paren, jamben genoemd, waarbij elk paar begint met een onbeklemtoonde lettergreep. 

### Versregels 1 tot 4
In de openingsregel lijkt de dichter iedereen gelijk te geven die omgang met 'dark ladies' ontraadt. Zwart, in de betekenis van iemand met donker haar of een donkere huidskleur, werd toen tegenover 'fair', (blond, goed) gesteld en geassocieerd met onzuiverheid en kwade krachten. So as thou art verwijst naar haar aard, hoewel we als lezer niet precies weten wat hij daarmee bedoelt. As those whose beauties proudly make them cruel vergelijkt haar met vrouwen die hun schoonheid misbruiken - tussen de lijnen gelezen: om hun minnaars ongelukkig te maken en hen te manipuleren. Dat manipuleren is ook expliciet aanwezig in versregels 3 en 4: For well thou know'st to my dear doting heart...: zij weet drommels goed dat haar minnaar haar adoreert en dat geeft haar macht. Dit motief keert ook terug in andere sonnetten (Sonnet 87, regel 1 en Sonnet 31, regel 6).

### Versregels 5 tot 8
...in good faith: de anderen zeggen het niet als belediging (dat ze haar niet aantrekkelijk vinden), maar zijn daar oprecht in. In dit gedeelte zegt de dichter dat hij het de anderen niet in hun gezicht zal zeggen dat ze fout zijn, (To say they err I dare not be so bold) en niettegenstaande hun negativisme voor zichzelf zijn beminde toch als een juweel zal blijven beschouwen. Het beeld van de kreunende, zuchtende minnaar (groans) was een conventie die vaak in gedichten uit die periode opdook.

### Versregels 9 tot 12
In dit gedeelte komen een paar uitdrukkingen voor (do witness, judgment) die deze 'groans' (kreunen) als getuigen laten verschijnen voor de rechtbank (zijn eigen gerechtshof). Ze komen zo dicht op elkaar (neck to neck) dat de dichter besluit dat hij het wel bij het rechte eind moet hebben. Niettegenstaande wat anderen zeggen is de dark lady wel in staat om hem met haar liefdesmacht te betoveren. Wat is dan het verdict van deze 'rechtbank'? Dat black is fairest: haar donkerheid is het mooist vanuit het oogpunt van de minnaar gezien.

### Versregels 13 en 14
In versregel 5 kwam de laster ter sprake: anderen zeggen dat niemand van deze dame kan houden. Wat is het antwoord van de dichter hierop? Hij zegt dat zij zwart en slecht is... in haar daden. Hiermee geeft hij toe dat anderen in een bepaald opzicht, vanuit hun perspectief, gelijk hadden. De dichter houdt dus van iemand met een boosaardig hart. De vraag dringt zich op of wat hij voelt niet eerder lust in plaats van liefde is. En dan rest nog de vraag wat dan wel precies, behalve het tiranniseren van haar minnaar, haar 'slechte daden' zijn. Sonnetten die hier ook op ingaan zijn Sonnet 129, 132 en 133. 
Het hele gedicht lijkt op het bouwen van een versterking tegen aanvallen op de donkere dame. De dichter blijft haar halsstarrig verdedigen tegen wat hij als laster beschouwt, en deze dodelijke verslaving kan enkel leiden tot spanningen en drama's.